# 알렉산드르 포크
알렉산드르 빅토로비치 포크(러시아어: Александр Викторович Фок, Alexander Viktorovich Fok, 1843년 9월 6일 - 1926년)는 러시아 제국 육군의 군인이다. 러일 전쟁 때 계급은 육군 중장이었다.

## 생애
당시 러시아 제국 군에 많이 재직하고 있었던 독일계 러시아인 중 한 명이었다. 1864년, 상트페테르부르크의 콘스탄지호 후스코 건 포병 학교를 졸업하고 1871년부터 1876년까지 러시아 제국 헌병단 에 등록되어 있었다. 1877년에 일어난 러시아 - 투르크 전쟁을 지켜보았다. 1890년에는 근위 보병 제16연대장에 취임하였다. 1900년, 동시베리아 저격 제4여단장으로 의화단 운동 진압에 참여하였다.
1904년부터 시작된 러일 전쟁 때에는 뤼순에 주재하여 동시베리아 저격 제4사단을 지휘했다. 요동반도에 상륙한 일본군과 대치하며 여순 방어를 위해 진저우 성과 그 뒤에 우뚝 솟은 남산에 포진한다. 그러나 5월에 일어난 남산 전투에서 속수무책으로 철군 조치를 했으며, 니콜라이 트레티야코프 대령을 엄호하지 않고, 이를 통해 대련항을 고스란히 일본군에 넘겨주는 항복을 하는 중대한 실책을 범한다.
여순항 포위 때에는 동요하는 동서로 포진한 반용산 보루에 예비군 파병 명령을 거부했기 때문에 1904년 8월 21일에 지휘관에서 해임되었다. 하지만 총사령관 아나톨리 스테셀에 빌붙어 그의 휘하로 뤼순 요새에 남아 자신의 군은 뤼순 도심 방어를 위해 총 예비군으로 보존했다. 용전을 하던 로만 콘드라첸코 소장이 전사한 후에 스테셀은 포크를 뤼순 육상 방위 사령관으로 중장으로 승진시켰다. 또한 10월에는 성게오르기 훈장 3등급을 받았다. 이후에도 예비군의 사용이나 전선 부대의 증강을 거부하였고, 연말에 들어가면서 일본군 제3군 사령관 노기 마레스케에서 나온 항복 조건을 수락하도록 가장 먼저 주장했다.
뤼순 요새 함락 후 일본군의 전쟁 포로가 되어 종전 후 국민들로부터 강한 비판을 받으면서 러시아로 귀국했다. 귀국 후 구속되어 1906년에는 군사재판에 회부된다. 무죄를 선고받았지만, 1908년에는 육군에서 쫓겨났다. 육군을 떠난 후 1912년에 일어난 제1차 발칸 전쟁에서 불가리아 육군 지원병으로 참전했다. 이후에는 불가리아로 이주하여 1926년에 죽었다. 그는 불가리아의 스비슈토프 교외의 묘지에 묻혔다.

## 영전
- 성 스타니스라후 훈장 1등급
- 성 앤 훈장 1등급
- 성 블라디미르 훈장 2등급
- 성 게오르기 훈장 4등급
- 성 게오르기 훈장 3등급 (1904년)

## 참고 자료
- Connaughton, RM (1988) The War of the Rising Sun and the Tumbling Bear-A Military History of the Russo-Japanese War 1904-5 , 런던, ISBN 0-415-00906-5
- 로템 코우너 (2006). Historical Dictionary of the Russo-Japanese War. ISBN 0-8108-4927-5 : The Scarecrow Press.
- Jukes, Geoffry. The Russo-Japanese War 1904-1905 . Osprey Essential Histories (2002) ISBN 978-1-84176-446-7
- Warner, Denis & Peggy. The Tide at Sunrise, A History of the Russo-Japanese War 1904-1905 (1975) ISBN 0-7146-5256-3
- 柘植久慶 《러일 전쟁 명장전》 2004년, ISBN 4-569-66153-X